# Posztalveoláris hang
A posztalveoláris (latin, „fogmeder mögötti”), más néven prepalatális („szájpadlás előtti”) olyan mássalhangzó, melynek képzésekor a nyelv a fogmeder mögötti – a fogmeder és a kemény szájpadlás közötti – részt érinti. A legjellemzőbb posztalveoláris hangok a magyar s [ʃ], zs [ʒ], cs [t͡ʃ] és dzs [d͡ʒ] (illetve ezek megfelelői az idegen nyelvekben).